# Marina Milosevic
Marina Milošević, född 1977, är en svensk dokusåpadeltagare.
Milošević arbetar som säljare och bor i Malmö och Helsingborg. Hon deltog i dokusåpan "Farmen skärgården", som sändes i TV 4 2004. Hon deltog även i TV 3:s dokusåpa Club Goa 2005. Hon var även med i ett avsnitt på TV3 i samarbete med produktionsbolaget Strix Television i programserien Under cover med programledare Charlotta Flinkenberg 2005.